# Marshall Napier
Marshall James Napier (* 22. Oktober 1951 in Wellington, Neuseeland; † 14. August 2022) war ein neuseeländischer Schauspieler.

## Leben
Marshalls Großvater war der bekannte britische Schauspieler Alan Napier. Im Jahr 1988 zog er mit seiner Frau und seinen zwei Kindern, Reuben und Jessica, nach Australien, um dort seine Schauspielkarriere voranzutreiben. Er erhielt eine wiederkehrende Rolle in der Serie Police Rescue und trat in zahlreichen anderen Serien und Filmen auf. So spielte er unter anderem eine kleine Rolle im Kinohit Ein Schweinchen namens Babe.
Von 2001 bis 2006 (Episode 151) spielte Marshall Napier eine Hauptrolle in der populären Serie McLeods Töchter als Harry Ryan, die in Deutschland auf VOX, und in Österreich auf ServusTV ausgestrahlt wird.
Zusammen mit seiner Tochter, der Schauspielerin Jessica Napier, gewann er 2002 in der australischen Version von Who Wants to Be a Millionaire? $64.000 für die South Australian Animal Rights Group.
Im Jahre 2017 trat er am Broadway im Stück The Present an der Seite Cate Blanchett, Richard Roxburgh oder Chris Ryan in Erscheinung. Das Stück, das bereits zwei Jahre zuvor von der Sydney Theatre Company präsentiert wurde, feierte im Jahre 2017 sein US-Broadway-Debüt im Ethel Barrymore Theatre.
Napier starb am 14. August 2022 im Alter von 70 Jahren an einem Hirntumor.

## Filmografie (Auswahl)
- 1979: The Neville Purvis Family Show
- 1980: Ohne jeden Zweifel (Beyond Reasonable Doubt)
- 1981: Der Kampfkoloß (Warlords of the 21st Century)
- 1981: Mach’s gut, Pork Pie (Goodbye Pork Pie)
- 1987: Der Navigator (The Navigator – A Medieval Odyssey)
- 1989: In geheimer Mission (Mission: Impossible, Fernsehserie)
- 1990: Der große Klau (The Big Steal)
- 1990–1992: Police Rescue – Gefährlicher Einsatz (Police Rescue, Fernsehserie)
- 1991: Flirting – Spiel mit der Liebe (Flirting)
- 1993: Time Trax – Zurück in die Zukunft (Time Trax, Fernsehserie)
- 1994: Lucky Break – Leidenschaft in Gips (Lucky Break)
- 1995: Ein Schweinchen namens Babe (Babe)
- 1996–1999: Water Rats – Die Hafencops (Water Rats, Fernsehserie)
- 1999: Strange Planet
- 2001: Farscape (Fernsehserie)
- 2001–2006: McLeods Töchter (McLeod's Daughters, Fernsehserie)
- 2003: Mit vollem Einsatz! (Bad Eggs)
- 2007: Mein Freund, der Wasserdrache (The Water Horse: Legend of the Deep)
- 2007–2010: City Homicide (Fernsehserie, 11 Episoden)
- 2009: I’m Not Harry Jenson.
- 2010: I Love You Too
- 2010: The Clinic
- 2010: Griff the Invisible
- 2011: Panic at Rock Island (Fernsehfilm)
- 2011: Underbelly Files: Tell Them Lucifer Was Here (Fernsehfilm)
- 2012: Jack Irish: Bad Debts (Fernsehfilm)
- 2014: The Moodys (Fernsehserie, 3 Episoden)
- 2014–2015: Love Child (Fernsehserie, 8 Episoden)
- 2016: Down Under
- 2016: The Light Between Oceans